# Айгидрос
Айгидрос или Егир (на старогръцки: Αἴγυρος, Αἴγυδρος; на латински: Aegyrus, Aegydrus) в гръцката митология е цар на Сикион през 20 век пр.н.е. Той е син на Телксион. След него на трона идва неговият син Туримах.